# Papilio alexiares
Papilio alexiares es una especie de mariposa del género Papilio, familia Papilionidae. Pterourus es considerado un subgénero de Papilio.

## Descripción
Las antenas y la cabeza son de color negro, en esta presenta dos líneas de color amarillo por un lado de los ojos. Tórax de color negro con una línea amarilla a cada lado, y con pelos amarillos en la zona ventral. Las patas son negras. Abdomen de color negro y dos líneas amarillas por los costados.
Las alas anteriores son de color amarillo, la banda marginal tiene lúnulas de color amarillo casi ausentes; en la región marginal presenta manchas alargadas (no en forma de lúnula) de color amarillo. Las bandas submarginal y marginal forman una ancha banda de color pardo oscuro. La región basal es de color pardo oscuro. La región postmedia presenta una ancha banda de color negro y se extiende de margen costal a anal. Otra banda negra se localiza en la región discal y es menos ancha que la anterior y se extiende desde el margen costal hasta la vena Cu2. Otra tercera banda se observa en la región postdiscal y esta se extiende de la vena R2 a la vena M2. Otra cuarta banda parte de la vena M3 y se torna difusa, llega hasta la vena M1. Las alas posteriores en su vista dorsal son de color amarillo, la banda marginal con lúnulas casi ausentes, de color amarillo; en la banda submarginal presenta cuatro lúnulas de color amarillo, tanto el fondo de la región marginal y submarginal son de color negro. En la banda discal proximal, se observan manchas con escamas de color azul. En la región discal cruza una línea de color negro parte del margen costal y termina en la vena Cu2, que se une con franja del mismo color que es paralela al margen anal a la altura de la vena A2. La vena m3 está desarrollada formando una “cola”. 
Ventralmente las alas tienen el mismo diseño, excepto en lo siguiente: en el ala anterior solo presenta tres franjas negras, está ausente la cuarta. En la región submarginal y marginal el fondo es amarillo (no negro), y presenta dos series de líneas negras delgadas. En las alas posteriores la región submarginal y marginal es de color amarillo con moteado de color negro. Dentro de la banda submarginal presenta una seri de líneas negras con borde azul en su extremo más apical. En las tres líneas negras ubicadas entre las venas Cu1 y M2 (a altura de la banda postdiscal) presenta franjas largas anaranjadas. En las hembras las zonas oscuras son más grandes y más claras.

## Distribución
Se localiza en el centro y este de México, en los estados de Veracruz, Hidalgo y Puebla.

## Hábitat
No se cuenta con información sobre el hábitat. 

## Estado de conservación
No se encuentra en ninguna categoría de riesgo.